# Източна щитоноса райска птица
Източната щитоноса райска птица (Ptiloris intercedens) е вид птица от семейство Райски птици (Paradisaeidae).

## Разпространение и местообитание
Разпространен е в Папуа Нова Гвинея.